# Леда (картина Корреджо)
«Леда и лебедь» — крупноформатное полотно из серии «Любовные похождения Юпитера», над которым пармский художник Корреджо работал в последние годы жизни (предположительно в 1530—1531 годах). Изображает популярный в эпоху Возрождения сюжет — Леду, к которой ластится Юпитер в обличье лебедя.

## История
Корреджо задумал серию работ под названием Любовные похождения Юпитера после успеха «Венеры и Купидона с сатиром».
История картины драматична. По сведениям Вазари, парные полотна «Леда» и «Венера» (то есть «Даная») были написаны Корреджо по заказу Федерико II Гонзага, который предполагал поднести их в дар императору Карлу V. Более вероятно, что Федерико
заказал всю серию из 4 картин о любовных подвигах Юпитера для украшения Овидиевой залы палаццо дель Те — места встреч монарха с фавориткой Изабеллой Боскетти.
В 1598 году неутомимый собиратель искусства маньеризма, император Рудольф II, купил у испанского короля «Леду» и «Ганимеда» и перевёз их в Пражский Град. При разграблении Праги шведами полотно было увезено в Стокгольм и попало в собрание королевы Кристины, которая завещала его своему духовнику кардиналу Аццолини.
В начале XVIII века «Леда» украшала коллекцию французского регента. В эпоху рококо Корреджо, особенно поздний, стал самым модным из старых мастеров, и от желающих полюбоваться «Ледой» не было отбоя. Однако сын регента Людовик, будучи скандализован «разнузданной» позой Леды, в приступе ярости исполосовал её лицо ножом.
Поскольку картина считалась погибшей и её останки должны были быть брошены в печь, их без труда заполучил придворный живописец Куапель. Он написал новое лицо Леды. Пройдя через руки нескольких дельцов, останки полотна были соединены воедино и проданы за сходную цену графу д’Эпиналю, действовавшему в интересах Фридриха II, который вывесил «Леду» во дворце Сансуси. Во время Наполеоновских войн картина была увезена в Париж и вновь переписана Пьером-Полем Прюдоном. По возвращении в Берлин лицо Леды вновь переписывал Якоб фон Шлезингер. С 1830 года холст экспонируется в Берлинской картинной галерее.

## Композиция
Леда изображена сидящей с широко раздвинутыми ногами под ветвистым деревом в центре композиции. Левой рукой она притягивает к своему лону лебедя, который льнёт клювом к её лицу. Судя по копии полотна, сделанной в XVII веке в Испании, изначально лицо Леды изображало сладострастное томление наподобие лица Ио в «Юпитере и Ио». Художники XVIII—XIX вв. придали ей вид скромной, почти благочестивой умильности, который контрастирует с общим решением картины.
По правую руку от Леды изображены три амура разных возрастов, играющие на музыкальных инструментах. С противоположной стороны показано робкое заигрывание Леды с птицей перед соитием и полный благодарности взор, которым она провожает после совокупления покидающую поле зрения птицу. Не исключено[кем?], что пейзаж «Данаи» служил зрительным продолжением линии полёта лебедя. Изысканные контрапосты фигур свидетельствуют о хорошем знакомстве Корреджо с образцами античной пластики.